# 鹿児島市立生見小学校
鹿児島市立生見小学校（かごしましりつぬくみしょうがっこう）は、鹿児島県鹿児島市喜入生見町にある市立の小学校。

## 概要
鹿児島市の南端部に位置する小学校である。1876年に生見村内に一村落小学校として設置された小学校が生見小学校の源流となっている。
2010年4月時点で45名が在籍しており、3年から6年までの学年は2学年1学級である複式学級で構成されている。また、生見小学校は特認校に指定されており、通学区域となっている喜入生見町の区域以外からの通学も可能である 。

## 沿革
- 1876年（明治9年） - 一村落小学校として設立される
- 1887年（明治20年） - 生見尋常小学校と改称
- 1939年（明治42年） - 高等科を併置したのに伴い、生見尋常高等小学校と改称
- 1922年（大正11年） - 新校舎へ移転
- 1941年（昭和16年） - 国民学校令が施行されたのに伴い、生見国民学校と改称
- 1947年（昭和22年） - 喜入村立生見小学校と改称
- 1956年（昭和31年） - 喜入村が町制施行したのに伴い、喜入町立生見小学校と改称
- 2004年（平成16年） - 喜入町が鹿児島市に編入されたのに伴い、鹿児島市立生見小学校と改称

## 通学区域
- 喜入生見町の全域